# Macon Trax
Macon Trax byl profesionální americký klub ledního hokeje, který sídlil v Maconu ve státě Georgie. V letech 2004–2005 působil v profesionální soutěži Southern Professional Hockey League. Před vstupem do SPHL působil v Atlantic Coast Hockey League a World Hockey Association 2. Trax ve své poslední sezóně v SPHL skončily ve finále play-off. Své domácí zápasy odehrával v hale Macon Coliseum s kapacitou 7 182 diváků. Klubové barvy byly černá, šedá, žlutá a bílá.

## Přehled ligové účasti
Zdroj: 
- 2002–2003: Atlantic Coast Hockey League
- 2003–2004: World Hockey Association 2
- 2004–2005: Southern Professional Hockey League